# قائم بهروانه
قائم بهروانه (به انگلیسی: Qaim Bharwana) یک شهر در پاکستان است که در پنجاب واقع شده‌است.